# Byggnads AB Manhem

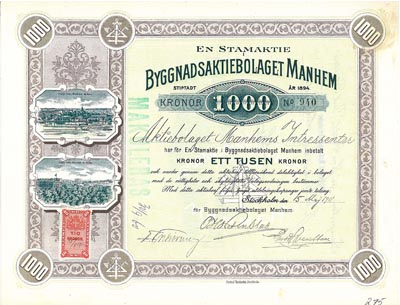
Aktiebrev i Byggnads AB Manhem

Byggnads AB Manhem var ett privat företag som bildades 1894 med syftet att köpa mark och bygga hus med god standard för mindre bemedlade. Sedan 1976 är bolaget inkorporerat i det kommunala bostadsbolaget Stockholmshem.

## Historik

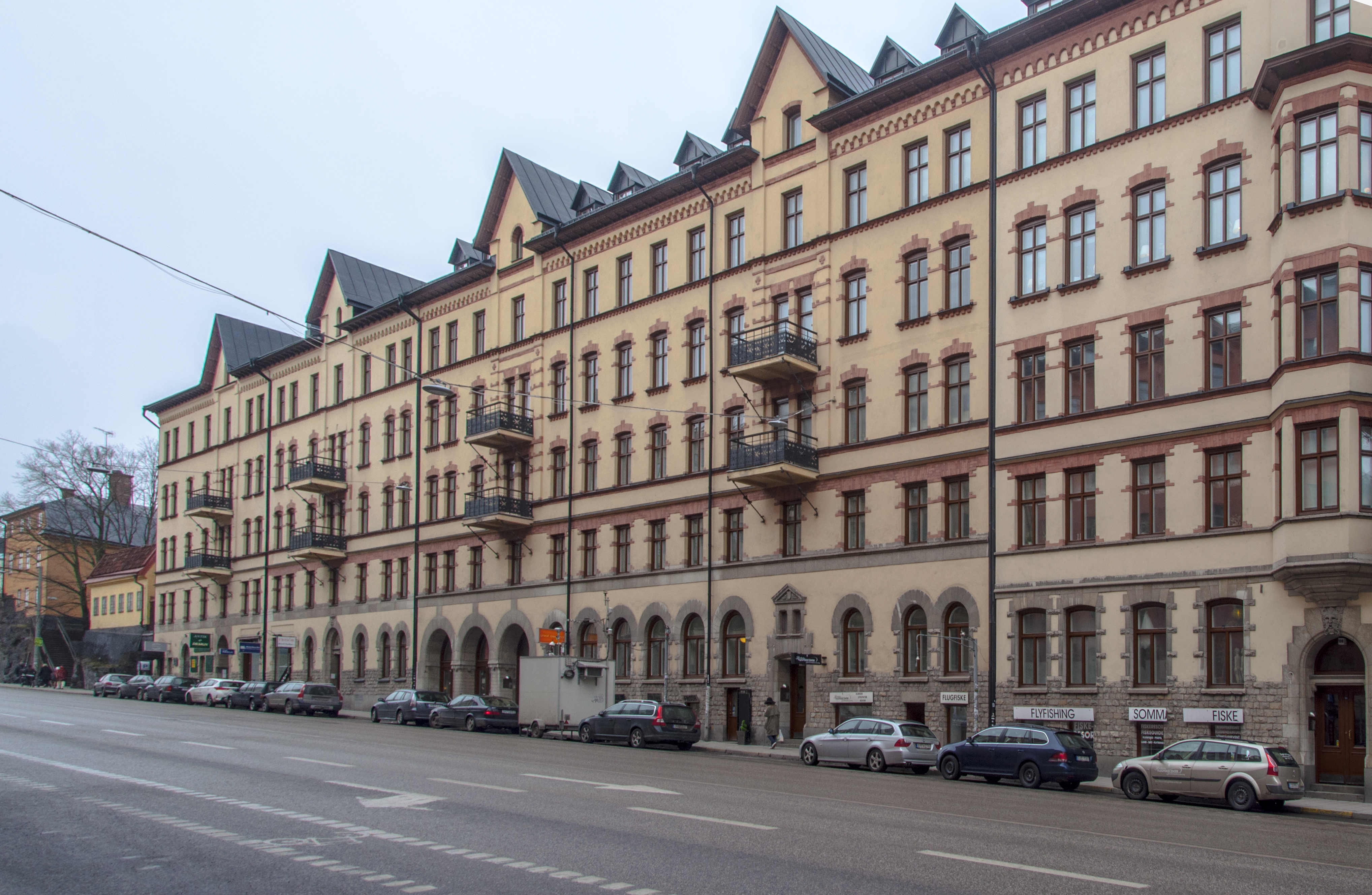
Hornsgatan 108-116

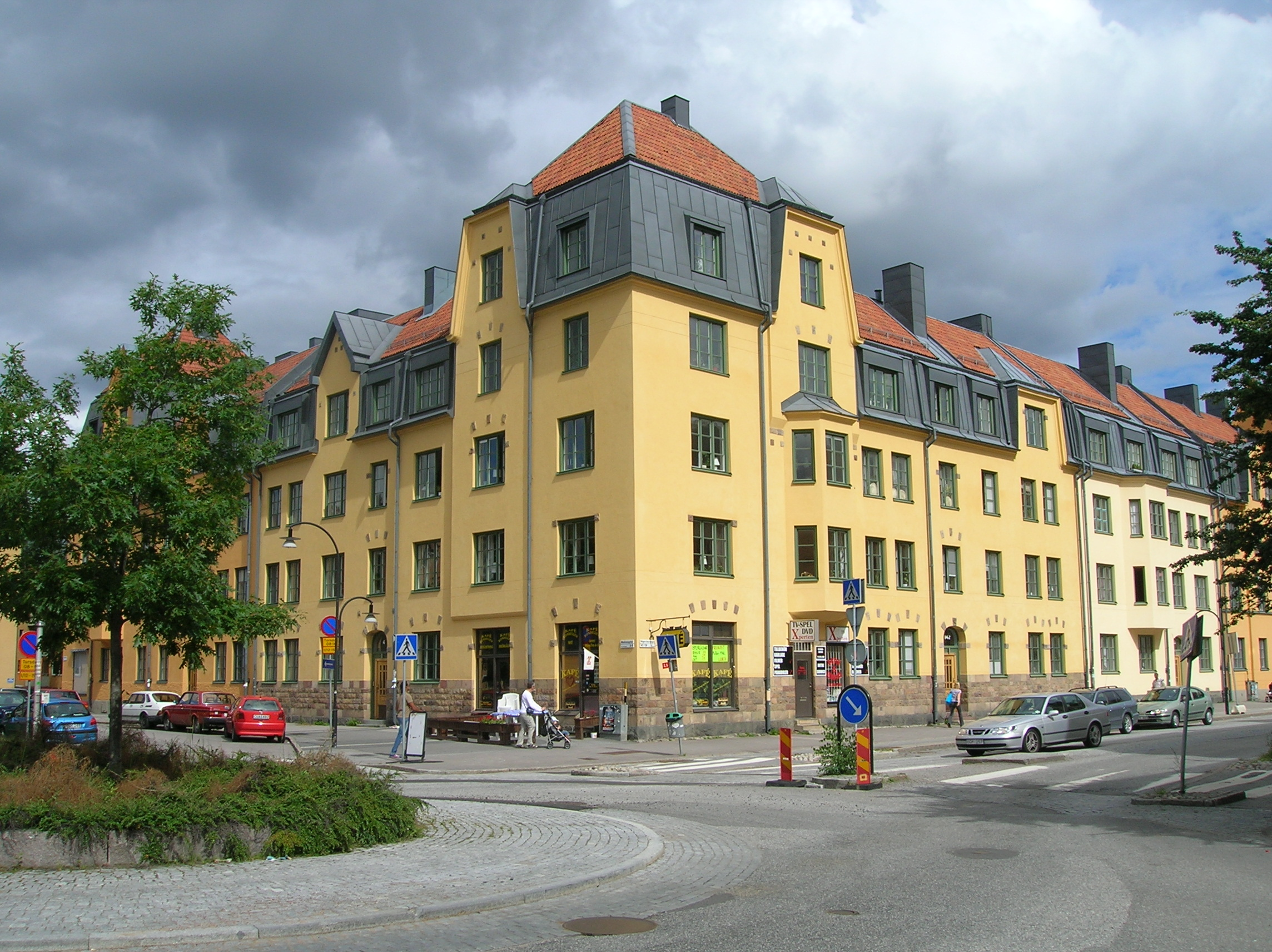
Hus i Aspudden uppförda av bolaget

1800-talets senare del präglades av sociala missförhållanden. Arbetarna i Stockholm bodde trångt i dåliga hus med primitiva hygieniska anordningar. En rad halvt ideella bolagsaktiebolag bildades med syftet att bereda lämpliga och sunda bostad för arbetare i Stockholm. 

### Bildande 1894
Ansökan om stadfästelse av bolaget inlämnades 1894 till Kungl. Maj:t av fem personer, varibland byggmästare C. A Dahlberg, dåvarande (sedermera byråchef) med. kand. Torsten Alm och byggmästare N. J. Alfred Johansson. I bolagets första styrelse satt advokaten C. A. Staaff, Torsten Alm och överste C. D: V. Norrman. Enligt stadgarna fick aktieutdelningen inte överskrida en fastställd jämförelse vis låg procent. Namnet Manhem är hämtades ur fornnordisk mytologi och betyder "Människornas boning".

### Kvarteret Tapeten
Man byggde inledningsvis på Södermalm, bland annat jättekomplexet i kv. Tapeten vid Hornsgatan 108-116. Det uppfördes 1896-97 enligt arkitekterna Olof Jonson (planer) och Lars Bäckvalls (fasader) ritningar. Lägenheterna var för sin tid modernt utrustade i fråga om biutrymmen, bland annat fanns klosetter i varje lägenhet. Lägenhetstyperna var en- och tvårumslägenheter samt enkelrum. Företagets sociala ambitioner visade sig bland annat genom att bolaget erbjöd sina hyresgäster fri läkarvård, poliklinik, en badinrättning och en samlingslokal. 1901 bodde omkring 3000 personer i Manhems hus.

### Aspudden
1901 köpte bolaget och direktör Alm egendomen Aspudden om 42 hektar, och fyra år senare det intilliggande området Jacobsdal om 10 hektar. De båda egendomarna var sedan 1800-talet avstyckade från Hägerstens gård.  Ett första förslag till stadsplan togs fram 1906 av arkitekt Per Olof Hallman. Enligt denna skulle området bebyggas med fristående hus i oregelbundna kvarter. Aktiemajoriteten övertogs år 1907 av AB Gustaf Svensson & Co. och med den utformades en ny stadsplan för området med rätvinkliga gator och kvarter. 1910 påbörjades tomtförsäljningen och bolaget kom att uppföra flera stenhus i området.

### Staden förvärvar aktiemajoriteten
1944 förvärvade Stockholms stad aktiemajoriteten i bolaget för 5,2 miljoner kronor. AB Stockholmshem tog över förvaltningen av fastigheterna. Från 1948 hade de båda bolagen samma verkställande direktör. 
I oktober 1976 köptes AB Manhem upp av Stockholmshem och inkorporerades i bolaget.